# Ингеборга Датская (герцогиня Мекленбургская)
Ингеборга Датская (дат. Ingeborg Valdemarsdatter; 4 января 1347 — 16 июня 1370) — датская принцесса, старшая дочь короля Дании Вальдемара IV и его жены Хельвиг Шлезвигской. В замужестве — герцогиня Мекленбургская, хотя она скончалась до того, как её муж официально унаследовал титул. Была потенциальной наследницей престола Дании и старшей сестрой королевы Маргариты I Датской.
Ингеборга была обручена с герцогом Генрихом III Мекленбургским после смерти своей старшей сестры Маргариты в 1350 году, которая была его невестой. У неё были две сестры по имени Маргарита. Брачный контракт между Генрихом и Ингеборгой был заключён в Дорнбурге 23 октября 1350 года. В 1362 году Ингеборга вышла замуж за Генриха Мекленбург-Шверинского. Их детьми были:
- Евфимия (ум. 1400), замужем за Иоанном V Мекленбург-Верле
- Альбрехт IV (1362—1388), герцог Мекленбург-Шверинский, женат на Елизавете Гольштейнской
- Мария (1363—1403), замужем за Вартиславом VII Померанским
- Ингеборга (1368—1408), монахиня в Рибнице с 1376 года, аббатиса в 1395—1408 годах

Ингеборга была потенциальной наследницей датского престола в 1363 году после смерти её единственного оставшегося в живых брата Христофора, герцога Лолланна. Однако в Дании была выборная монархия, а кроме того Ингеборга умерла раньше своего отца, 16 июня 1370 года в возрасте 23-х лет. Её отец, Вальдемар IV, умер через пять лет из-за подагры, не назначив наследника. Преемственность датского престола оспаривалась. Благородные дома Дании собрались в Оденсе, чтобы избрать следующего короля. Голоса дворян разделились между сыном Ингеборги Альбрехтом IV, выдвинутого его дедом Альбрехтом II, герцогом Мекленбургским; сыном Маргариты Олафом II, наследником норвежского престола; или же избранием новой династии. В конце концов очарование и популярность королевы Маргариты, единственной оставшейся в живых дочери умершего короля, наряду с потенциалом союза с Норвегией и антигерманскими чувствами склонили выбор в сторону Олафа II, который был избран королём Дании в 1376 году, с королевой Маргаритой в качестве его регента. Вероятно имея на престоле Швеции деверя Ингеборги, Альбрехта Мекленбургского, скандинавы не захотели ещё одного правителя Мекленбурга на престоле Дании.
Внук Ингеборги Эрик Померанский унаследовал права своей бабушки и стал королём Дании в 1396 году с Маргаритой в качестве регента. Он стал первым монархом времён Кальмарской унии между Данией, Норвегией и Швецией. Её последним известным потомком был Кристофер Баварский, который наследовал Эрику как правитель Кальмарской унии.